# Walton (Milton Keynes)
Pour les articles homonymes, voir Walton.
Walton est une paroisse civile du Buckinghamshire, en Angleterre.